# Antonio Boschetti
Antonio Boschetti (Montecchio Maggiore, 2 novembre 1898 – Thiene, 16 maggio 1981) è stato un presbitero italiano appartenente alla Congregazione di San Giuseppe (Giuseppini del Murialdo), noto per aver ricoperto il ruolo di Superiore Generale dell'istituto dal 1958 al 1964.

## Biografia
Originario di Montecchio Maggiore, in provincia di Vicenza, Antonio Boschetti entrò giovanissimo nella Congregazione di San Giuseppe, fondata da san Leonardo Murialdo nel 1873. Dopo aver completato la formazione religiosa e teologica, fu ordinato sacerdote e dedicò la sua vita all'educazione cristiana e alla formazione professionale dei giovani, in linea con il carisma della congregazione.
Il 22 luglio 1958, al termine del XII Capitolo Generale della congregazione, fu eletto Superiore Generale della congregazione. La sua elezione suscitò viva esultanza, specialmente nella sua città natale e presso la Scuola Apostolica Maria Immacolata .

## Superiore Generale (1958–1964)
Durante il suo mandato, padre Boschetti guidò la congregazione in un periodo di significativi cambiamenti per la Chiesa cattolica. Nel 1961, sotto la sua leadership, fu aperta la prima opera dei Giuseppini in Spagna, segnando un'importante espansione internazionale dell'istituto.
Uno degli eventi più significativi del suo generalato fu la beatificazione di san Leonardo Murialdo il 3 novembre 1963, avvenuta durante il Concilio Vaticano II. Padre Boschetti ebbe la gioia di partecipare a questa celebrazione, che rappresentò un momento esaltante per tutta la congregazione.

## Eredità
Dopo la conclusione del suo mandato nel 1964, fu succeduto da padre Vincenzo Minciacchi, che proseguì l'opera di aggiornamento della congregazione alla luce delle direttive del Concilio Vaticano II. Il periodo di leadership di padre Boschetti è ricordato per la sua fedeltà al carisma murialdino e per l'impegno nell'espansione e nel rinnovamento della congregazione.